# 萬大大橋
萬大大橋為台灣跨越高屏溪的橋梁之一，聯絡高雄市大寮區至屏東縣萬丹鄉兩地，取兩端地名首字命名為「萬大大橋」。萬大大橋由公路總局管轄，屬於台88線與縣道188號的一部分，是往來高雄市與屏東縣的重要交通要道，與里嶺大橋、高屏大橋、與雙園大橋同視為高屏地區的四座主要橋樑（不含國道三號之高屏溪橋）。全長約有2400公尺，2000年完工通車。八八風災後橋墩補強工程，採「先做後拆」法，以利車輛通行，工程於2011年6月起，至2014年3月完工。

## 相鄰道路
|}